# Benkt Söderberg
Benkt Nils Einar Söderberg, ursprungligen Svensson, född 20 oktober 1958 i Göteborg, är en svensk musiker, mest känd som gitarrist/basist i rockbandet Lolita Pop åren 1979–1989 och från 2019. Han är far till Johanna och Klara Söderberg i folkgruppen First Aid Kit och arbetar sedan 2008 som deras producent och ljudtekniker.

## Diskografi

### MedLolita Pop
Under namnet Benkt Svensson
- 1982 - Falska bilder
- 1983 - Fem Söker En Skatt
- 1983 - Irrfärder
- 1984 - Lolita Pop
- 1985 - Att ha fritidsbåt
- 1987 - Lolita Pop (LP)
- 1989 - Love Poison

### Som producent
- 2008 - Drunken Trees (First Aid Kit)
- 2010 - The Big Black & the Blue (First Aid Kit)